# Onitis archettii
Onitis archettii är en skalbaggsart som beskrevs av Emile Janssens 1943. Onitis archettii ingår i släktet Onitis och familjen bladhorningar. Inga underarter finns listade i Catalogue of Life.